# Strømsgodset
For den norske fodboldklub, se Strømsgodset Idrettsforening.
Strømsgodset er en bydel i Drammen (Buskerud), og en tidligere kommune i Buskerud, men blev i 1843 sammenslået med Skoger. I 1964 blev Skoger og Drammen kommune sammenslået.
|  | Denne artikel kan blive bedre, hvis der indsættes geografiske koordinater Denne artikel omhandler et emne, som har en geografisk lokation. Du kan hjælpe ved at indsætte koordinater i wikidata. |